# Camelia Hotea
Camelia Hotea (née Balint; nascida em 28 de outubro de 1984) é uma handebolista romena. Atua como ponta esquerda e joga pelo clube Corona Braşov. Integrou a seleção romena feminina que terminou na nona posição no handebol dos Jogos Olímpicos de Verão de 2016, realizados no Rio de Janeiro, Brasil.
Em 2007, Camelia ganha título de cidadã honorária da Baia Mare.

## Conquistas
- Copa Challenge da EHF:
  - Finalista: 2003

## Prêmios individuais
- Jogadora do ano da HCM Baia Mare: 2003, 2007[3]
- Esportista do ano do distrito de Maramureș: 2007[3]